# زیرکونیم
زیرکونیوم یا زیرکنیوم (انگلیسی: Zirconium) با نماد شیمیایی Zr عنصر چهلم جدول تناوبی است. نام این عنصر از سنگ معدنی زیرکن، (مهم‌ترین منبع زیرکونیم) و واژه فارسی «زرگون» به معنی مانند طلا گرفته شده است. از بلورهای دی‌اکسید زیرکونیوم در جواهرسازی برای ایجاد شبه الماس‌های بدلی که بسیار ارزانتر از الماس واقعی هستند استفاده می‌شود. چگالی زیرکونیوم از الماس بیشتر است و با این ویژگی می‌توان زیرکونیوم را از الماس واقعی تشخیص داد. رصدخانه آرما در ایرلند ستاره‌ای به نام ال‌اس چهارم-۱۴ ۱۱۶ کشف کرد که سطح این عنصر در این ستاره ۱۰ هزار برابر بیشتر از سطح زیرکونیم موجود در خورشید است. تولید کوبیک زیرکونیا در سال ۱۹۷۶ به دلیل برخورداری از خصوصیات الماس مانند هزینه کم و دوام کلی شروع شد. زیرکونیا مکعبی یک ماده معدنی خاص است که به عنوان سنگی که مشابه الماس است مورد استفاده قرار می‌گیرد و به‌طور گسترده‌ای توسط انسان ساخته می‌شود.

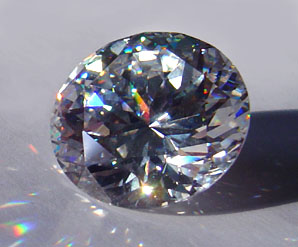
الماس بدلی که از زیرکونیم ساخته شده است

## پیدایش

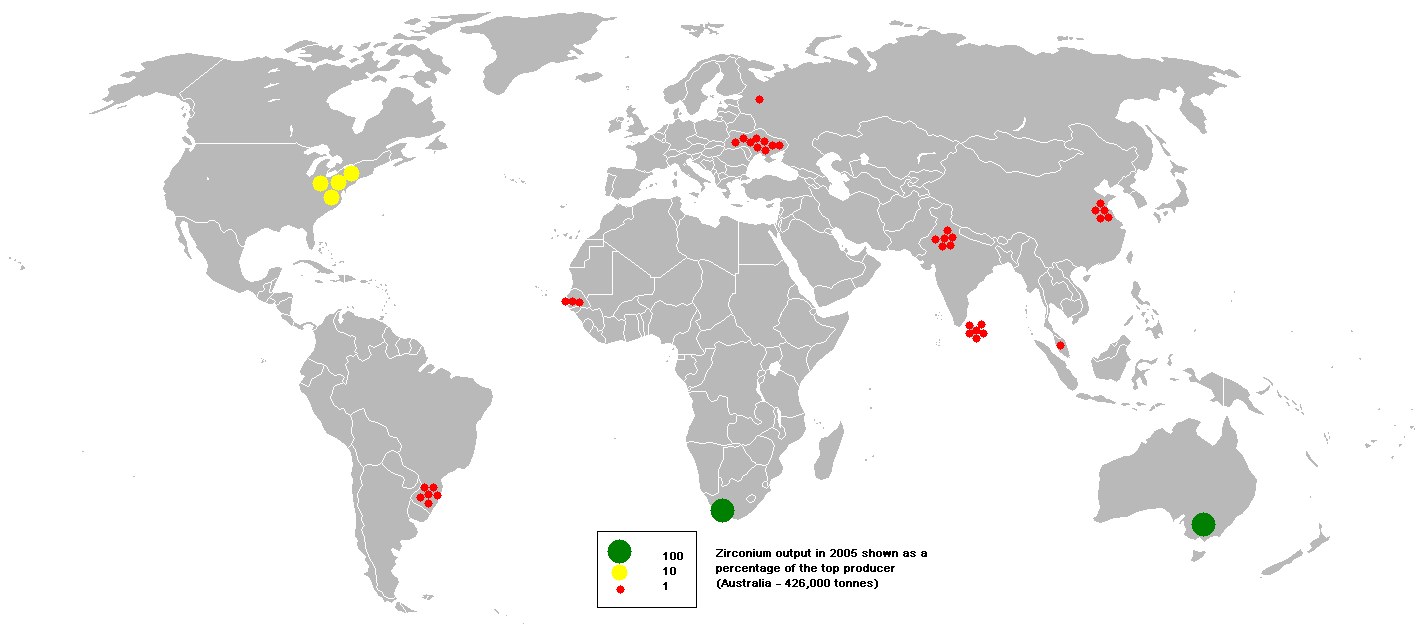
منابع زیرکونیوم

زیرکونیوم در طبیعت به صورت آزاد یافت نمی‌شود. اصلی‌ترین منبع اقتصادی زیرکونیوم، معدن سیلیکات زیرکونیوم است. زیرکون ZrSiO4 در استرالیا، برزیل، هند، روسیه و ایالات متحده وجود دارد. زیرکون به‌صورت پودر بی‌رنگ یا ماده بلوری و طوسی‌رنگ استخراج می‌شود. زیرکونیوم و هافنیم به نسبت ۵۰ به ۱ در زیرکون وجود دارند و جدا کردن آن‌ها بسیار دشوار است.
زیرکونیم، فراورده فرعی معدن کاری و فرایند تهیه شن‌های معادن سنگین برای معادن تیتانیوم، ایلمنیت و روتیل یا معادن قلع است. همچنین زیرکونیوم در ۳۰ نوع از معادن دیگر که شامل بدلیت می‌شود، وجود دارد. این فلز با کم کردن کلرید به وسیلهٔ منیزیم در فرایند کرال تولید می‌شود. البته روش‌های دیگری نیز برای تولید این فلز وجود دارد. زیرکونیوم با کیفیت اقتصادی و تجاری نیز حاوی ۱ تا ۳ درصد هافنیم است.
این فلز همچنین در ستاره‌های کلاس اس بسیار فراوان است و در خورشید و سنگ‌های آسمانی نیز شناسایی شده است. نمونه سنگ‌های قمری که در چندین مأموریت آپولو جمع‌آوری شده‌اند، نشان می‌دهند که این سنگ‌ها به نسبت صخره‌های زمینی از مقدار بسیار بیشتری اکسید زیرکونیوم برخوردارند.
ید که الماس یک کریستال شفاف است که از کربن خالص تشکیل شده و در واقع می‌توان به جرات گفت سخت‌ترین ماده طبیعی است که روی کره زمین یافت می‌شود. این سنگ قیمتی بسیار گرانبها و ارزشمند است و به دلیل سختی و سطح بالای پراکندگی و انتشار نور قرن‌های مدیدی است که یک سنگ جواهر با ارزش به‌شمار می‌رود. اما به نظر می‌رسد کوبیک زیرکونیا یا زیرکونیای مکعبی سنگی بسیار شبیه الماس باشد و یک جایگزین مناسب برای الماس به‌شمار رود.

## خصوصیات قابل توجه
زیرکونیوم، فلزی به رنگ سفید-طوسی و درخشان است که به‌طور استثنایی در برابر زنگ‌زدگی مقاوم است. زیرکونیوم سبک‌تر از فولاد بوده و سختی آن شبیه به مس است. این عنصر وقتی به ذرات ریز تقسیم شود، به سرعت در هوا مشتعل می‌شود (مشتعل کردن این فلز در حالت جامد بسیار دشوارتر است) فلز "Zirconium Zinc" در دمای پایین‌تر از ۳۵ کلوین خاصیت آهن‌ربایی پیدا می‌کند. حالت اکسیداسیون متداول برای زیرکونیوم +۲و+۳و+۴ است.

## کاربردها

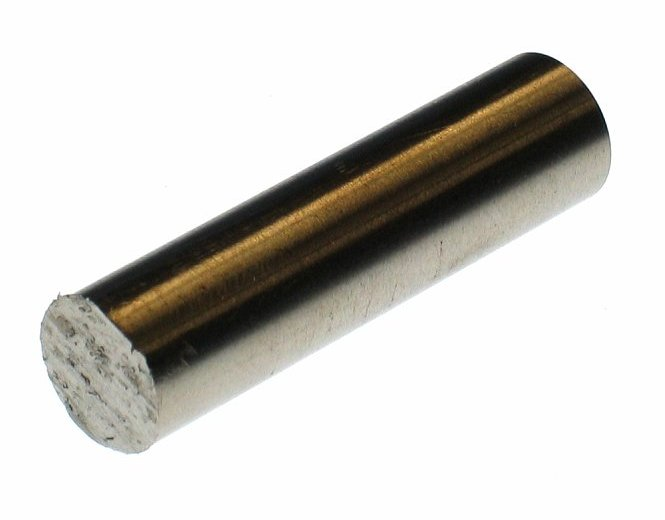
تصویری از زیرکونیماثر :Dschwen on January 12th 2006

مهم‌ترین کاربردهای زیرکونیوم در صنعت سفال‌سازی به‌صورت جسم نسوز و ماسه ریخته‌گری می‌باشد.
به‌عنوان سنگ جواهر مورد استفاده در جواهرات به بازار عرضه شده و اکسید آن برای تولید کردن محرک الماس و زیرکونیای مکعبی شکل تهیه شده است.
زیرکونیوم قدرت جذب پایینی در جذب نوترون‌ها دارد که این ویژگی آن را برای استفاده از انرژی اتمی مطلوب می‌سازد، (مانند عناصر فلز کاری سوختی). بیش از ۹۰٪ محصولات فلز زیرکونیوم به مصرف تجاری در تولید نیروی اتمی می‌رسد. رآکتورهای جدید تجاری می‌توانند نیم میلیون فوت فلز زیرکونیوم را برای لوله‌سازی بکار ببرند.
زیرکونیوم به‌طور گسترده، توسط صنایع شیمیایی برای لوله‌کشی در محیط خورنده استفاده می‌شود.
زیرکونیوم آتش‌زا است و در جنگل‌ها برای آتش زدن استفاده می‌شد.
کربن آن به‌عنوان محلول ضدعفونی‌کننده مورد استفاده قرار می‌گیرد.
اکسید زیرکونیوم ناخالص، زیرکونیا، برای ساختن ظرف مخصوص ذوب فلز در آزمایشگاه بکار می‌رود که بتواند در برابر گرمای زیاد مقاوم باشد. همچنین برای پوشاندن کوره ذوب استفاده شده، به‌عنوان جسم نسوز در صنایع شیشه‌سازی و سفال‌سازی بکار می‌رود.
بافت انسانی به‌راحتی می‌تواند این فلز را به‌صورت مفاصل و بازوهای مصنوعی تحمل کند.
در تهویه‌کننده‌های هوا به‌عنوان گیرنده، در لوله جارو برقی، رشته‌های لامپ و فلزات خاص دیگر استفاده می‌شود.
آلیاژ زیرکونیوم و نیوبیوم، خاصیت ابررسانایی در دماهای پایین را برای زیرکونیوم دربردارد که برای ساختن آهن‌رباهای بسیار قوی توسط نیروی الکتریکی در مقیاس زیاد استفاده می‌شود.

## ایزوتوپ‌ها
زیرکونیوم طبیعی از چهار ایزوتوپ پایدار و یک ایزوتوپ رادیواکتیو Zr-96 که طول عمر درازی دارد تشکیل شده است. دومین ایزوتوپ رادیواکتیو و پایدار این عنصر، Zr-93 است که نیمه عمر آن ۱٫۵۳ میلیون سال می‌باشد. برای این عنصر ۱۸ ایزوتوپ رادیواکتیو دیگر شناسایی شده‌اند که بیشتر آن‌ها نیمه عمری کمتر از یک روز دارند، به جز Zr-95 با نیمه عمر ۶۴٫۰۲ روز Zr-88 با نیمه عمر ۶۳٫۴ روز و Zr-89 با نیمه عمر ۷۸٫۴ ساعت. حالت Decay اولیه قبل از Zr-92 الکترون‌گیری و حالت اولیه بعد از آن خوردگی بتا می‌باشد.

## هشدارها
انسان با ترکیباتی که حاوی زیرکونیوم است، کمتر روبرو می‌شود با این حال این فلز زیاد سمی نیست. گرد این فلز در هوا آتش می‌گیرد و باید به آن به صورت عاملی برای آتش‌سوزی گسترده یا انفجار توجه کرد. زیرکونیوم هیچ گونه نقش بیولوژیکی ندارد.